# Liste des conseillers d'État du canton de Fribourg
Cette page présente la liste des conseillers d'État du canton de Fribourg depuis 1847.
| Rang | Nom                       | Parti | Parti                | Date de l'élection              | Fin de mandat                     | Commentaires |
| ---- | ------------------------- | ----- | -------------------- | ------------------------------- | --------------------------------- | --- |
| 1    | Julien Schaller           |       | PRD                  | 1847                            | 1857                              | Président du Conseil d'État en 1848 et 1855                                                                                |
| 2    | Léon Pittet               |       | PRD                  | 1847                            | 1857                              | Président du Conseil d'État en 1849 et 1852                                                                                |
| 3    | Charles Chatoney          |       | PRD                  | 1847                            | 1848                              | |
| 4    | Jean Broye                |       | PRD                  | 1847                            | 1850                              | |
| 5    | André Castella            |       | PRD                  | 1847                            | 1857                              | Président du Conseil d'État en 1850, 1853 et 1856                                                                          |
| 6    | François-Xavier Robadey   |       | PRD                  | 1847                            | 1848                              | |
| 7    | Joseph Wicky              |       | PRD                  | 1847                            | 1855                              | |
| 8    | Jean-Pierre de Landerset  |       | PRD                  | 1848                            | 1849                              | |
| 9    | Alexandre Thorin          |       | PRD                  | 1848                            | 1852                              | |
| 10   | Jean Folly                |       | PRD                  | 1849                            | 1854                              | Président du Conseil d'État en 1851                                                                                        |
| 11   | Frédéric Bielmann         |       | PRD                  | 1850                            | 1857                              | Président du Conseil d'État en 1854 et 1857 (jusqu'en juin)                                                                |
| 12   | Georges Clément           |       | PRD                  | 1852                            | 1854                              | |
| 13   | Pierre Delley             |       | PRD                  | 1854                            | 1855                              | |
| 14   | Jean-Jacques Denis Mauron |       | PRD                  | 1854                            | 1861                              | |
| 15   | Henri-Benjamin Presset    |       | PRD                  | 1854                            | 1857                              | |
| 16   | Alfred Vonderweid         |       | Libéral-conservateur | 1855                            | 1865                              | |
| 17   | François-Xavier Bondallaz |       | Libéral-conservateur | 1840                            | 1870                              | Prèmière fois de 1840 à 1847, et une seconde de 1855 à 1870                                                                |
| 18   | Hubert Charles            |       | Libéral-conservateur | 1857                            | 1871                              | Président du Conseil d'État en 1857-58, 1859-60, 1861-62, 1862-63 et 1864-65, au 2e semestre 1866 et en 1867, 1869 et 1871 |
| 19   | François Romain de Werro  |       | Libéral-conservateur | 1858                            | 1860                              | Il ne reste que 11 mois au gouvernement                                                                                    |
| 20   | Frédéric Vaillant         |       | Libéral-conservateur | 1837 1857                       | 1847 1878                         | Président du Conseil d'État en 1860-61 et 1863-64, 1865-66, 1868, 1870, 1873 et 1875                                       |
| 21   | Rodolphe Weck-Bussy       |       | Libéral-conservateur | 1857                            | 1861                              | |
| 22   | Johann-Anton Engelhard    |       | Libéral-conservateur | 1857                            | 1857                              | |
| 23   | Henri Gaspard de Schaller |       | Libéral-conservateur | 1858                            | 1900                              | Président du Conseil d'État en 1881 et 1893 Président du Conseil des États en 1892-1893                                    |
| 24   | Louis Weck-Reynold        |       | Libéral-conservateur | 1861                            | 1880                              | Président du Conseil d'État en 1872, 1874, 1876, 1877 et 1879                                                              |
| 25   | Philippe Fournier         |       | Libéral-conservateur | 1882                            | 1886                              | |
| 26   | Olivier Geinoz            |       | Libéral-conservateur | 1865                            | 1873                              | |
| 27   | Théodore Perroud          |       | Libéral-conservateur | 1870                            | 1876                              | |
| 28   | Joseph Jaquet             |       | Libéral-conservateur | 1872                            | 1874                              | |
| 29   | Arthur de Techtermann     |       | Libéral-conservateur | 1873                            | 1881                              | |
| 30   | Alphonse Théraulaz        |       | Libéral-conservateur | 1874                            | 1911                              | Président du Conseil d'État en 1883, 1885, 1888 et 1890                                                                    |
| 31   | François-Xavier Menoud    |       | Libéral-conservateur | 1876                            | 1892                              | Président du Conseil d'État en 1878, 1880, 1882, 1884, 1886, 1887, 1889, 1891 et 1892                                      |
| 32   | Modeste Bise              |       | Libéral-conservateur | 1878                            | 1881                              | |
| 33   | Aloïs Bossy               |       | Libéral-conservateur | 1880                            | 1906                              | |
| 34   | Charles de Weck           |       | Libéral-conservateur | 1881                            | 1906                              | |
| 35   | Stanislas Aeby            |       | Libéral-conservateur | 1881                            | 1914                              | |
| 36   | Georges Python            |       | Conservateur         | 1886                            | 1927                              | Président du Conseil des États en 1915                                                                                     |
| 37   | Alfred Chassot            |       | Conservateur         | 1892                            | 1894                              | |
| 38   | Louis Cardinaux           |       | Conservateur         | 1895                            | 1914                              | |
| 39   | Louis de Weck             |       | Conservateur         | 1900                            | 1912                              | |
| 40   | Louis Ody                 |       | Conservateur         | 1906                            | 1908                              | |
| 41   | Antonin Weissenbach       |       | PRD                  | 1906                            | 1909                              | |
| 42   | Eugène Deschenaux         |       | Conservateur         | 1908                            | 1919                              | |
| 43   | Fernand Torche            |       | Conservateur         | 1909                            | 1917                              | |
| 44   | Jean-Marie Musy           |       | Conservateur         | 1911                            | 1919                              | Élu au Conseil fédéral Président de la Confédération en 1925 et 1930                                                       |
| 45   | Emile Savoy               |       | Conservateur         | 1913                            | 1935                              | Président du Conseil d'État en 1926 et 1933 Président du Conseil des États en 1927-1928.                                   |
| 46   | Joseph Chuard             |       | Conservateur         | 1914                            | 1919                              | |
| 47   | Marcel Vonderweid         |       | Conservateur         | 1914                            | 31 décembre 1936                  | Président du Conseil d'État en 1927 et 1934                                                                                |
| 48   | Ernest Perrier            |       | Conservateur         | 1916                            | 1932                              | Président du Conseil d'État en 1925 et 1932                                                                                |
| 49   | Victor Buchs              |       | PRD                  | 23 décembre 1919                | 31 décembre 1936                  | Président du Conseil d'État en 1922, 1928 et 1935                                                                          |
| 50   | Romain Chatton            |       | Conservateur         | 23 décembre 1919                | 7 janvier 1941                    | Président du Conseil d'État en 1923, 1929 et 1936                                                                          |
| 51   | Bernard de Weck           |       | Conservateur         | 23 décembre 1919                | 31 décembre 1946                  | Président du Conseil d'État en 1924, 1930, 1937 et 1943 Président du Conseil des États en 1937-1938.                       |
| 52   | Jules Bovet               |       | Conservateur         | 27 février 1927                 | 31 décembre 1951                  | Président du Conseil d'État en 1931, 1938, 1944 et 1949                                                                    |
| 53   | Joseph Piller             |       | Conservateur         | 15 janvier 1933                 | 31 décembre 1946                  | Président du Conseil d'État en 1939 et 1945 Président du Conseil des États en 1945-1946                                    |
| 54   | Maxime Quartenoud         |       | Conservateur         | 7 avril 1935                    | 14 mai 1956                       | Président du Conseil d'État en 1940, 1946, 1950 et 1954                                                                    |
| 55   | Richard Corboz            |       | PRD                  | 20 décembre 1936                | 31 décembre 1951                  | Président du Conseil d'État en 1942                                                                                        |
| 56   | Aloys Baeriswyl           |       | Conservateur         | 6 décembre 1936                 | 31 décembre 1956                  | Président du Conseil d'État en 1941, 1948 et 1953                                                                          |
| 57   | Joseph Ackermann          |       | Conservateur         | 25 février 1941                 | 31 décembre 1951                  | Président du Conseil d'État en 1947                                                                                        |
| 58   | Paul Torche               |       | Conservateur         | 1er décembre 1946               | 31 mars 1966                      | Président du Conseil d'État en 1951, 1955 et 1960 Président du Conseil des États en 1969-1970                              |
| 59   | Pierre Glasson            |       | PRD                  | 16 décembre 1946                | 31 décembre 1959                  | Président du Conseil d'État en 1952 et 1959                                                                                |
| 60   | José Python               |       | Conservateur         | 2 décembre 1951                 | 31 décembre 1966                  | Président du Conseil d'État en 1956 et 1962                                                                                |
| 61   | Théodore Ayer             |       | Conservateur         | 2 décembre 1951                 | 31 décembre 1966                  | Président du Conseil d'État en 1957 et 1964                                                                                |
| 62   | Louis Dupraz              |       | PRD                  | 10 décembre 1951                | 15 janvier 1952                   | |
| 63   | Georges Ducotterd         |       | PAI                  | 3 mars 1952                     | 31 décembre 1971                  | Président du Conseil d'État en 1958, 1965 et 1968                                                                          |
| 64   | Claude Genoud             |       | Conservateur         | 16 juin 1956                    | 31 décembre 1971                  | Président du Conseil d'État en 1961, 1967 et 1969                                                                          |
| 65   | Alphonse Roggo            |       | Conservateur         | 2 décembre 1956                 | 31 décembre 1966                  | Président du Conseil d'État en 1963                                                                                        |
| 66   | Emil Zehnder              |       | PRD                  | 29 décembre 1959                | 31 décembre 1971                  | Président du Conseil d'État en 1966 et 1970                                                                                |
| 67   | Paul Genoud               |       | PRD                  | 13 mars 1966                    | 31 décembre 1971                  | |
| 68   | Max Aebischer             |       | PDC                  | 19 décembre 1966                | 31 décembre 1976                  | Président du Conseil national en 1968-1969 Président du Conseil d'État en 1971 et 1974                                     |
| 69   | Arnold Waeber             |       | Conservateur         | 19 décembre 1966                | 31 décembre 1981                  | Président du Conseil d'État en 1972 et 1978                                                                                |
| 70   | Pierre Dreyer             |       | Conservateur         | 19 décembre 1966                | 31 décembre 1981                  | Président du Conseil d'État en 1973 et 1979 Président du Conseil des États en 1982                                         |
| 71   | Jean Riesen               |       | PS                   | 6 décembre 1971                 | 31 décembre 1976                  | Président du Conseil d'État en 1975                                                                                        |
| 72   | Joseph Cottet             |       | PAI                  | 6 décembre 1971                 | 31 décembre 1981                  | Président du Conseil d'État en 1976 et 1980                                                                                |
| 73   | Rémi Brodard              |       | PDC                  | 6 décembre 1971                 | 31 décembre 1986                  | Président du Conseil d'État en 1977 et 1984                                                                                |
| 74   | Denis Clerc               |       | PS                   | 6 décembre 1971 6 décembre 1981 | 31 décembre 1976 31 décembre 1991 | Président du Conseil d'État en 1988                                                                                        |
| 75   | Ferdinand Masset          |       | PRD                  | 5 décembre 1976                 | 31 décembre 1986                  | Président du Conseil d'État en 1981 et 1985                                                                                |
| 76   | Hans Baechler             |       | PRD                  | 5 décembre 1976                 | 31 décembre 1991                  | Président du Conseil d'État en 1982 et 1989                                                                                |
| 77   | Marius Cottier            |       | PDC                  | 5 décembre 1976                 | 31 décembre 1991                  | Président du Conseil d'État en 1983 et 1990                                                                                |
| 78   | Édouard Gremaud           |       | PDC                  | 6 décembre 1981                 | 31 décembre 1991                  | Président du Conseil d'État en 1986 et 1991                                                                                |
| 79   | Félicien Morel            |       | PS                   | 6 décembre 1981                 | 31 décembre 1996                  | Président du Conseil d'État en 1987 et 1993                                                                                |
| 80   | Roselyne Crausaz          |       | PDC                  | 7 décembre 1986                 | 31 décembre 1991                  | |
| 81   | Raphaël Rimaz             |       | UDC                  | 7 décembre 1986                 | 31 décembre 1996                  | Président du Conseil d'État en 1992                                                                                        |
| 82   | Augustin Macheret         |       | PDC                  | 8 décembre 1991                 | 31 décembre 2001                  | Président du Conseil d'État en 1994 et 1998                                                                                |
| 83   | Michel Pittet             |       | PDC                  | 8 décembre 1991                 | 31 décembre 2006                  | Président du Conseil d'État en 1995, 1999 et 2004                                                                          |
| 84   | Ruth Lüthi                |       | PS                   | 8 décembre 1991                 | 31 décembre 2006                  | Présidente du Conseil d'État en 1996, 2000 et 2005                                                                         |
| 85   | Pierre Aeby               |       | PS                   | 8 décembre 1991                 | 31 décembre 1996                  | |
| 86   | Urs Schwaller             |       | PDC                  | 8 décembre 1991                 | 30 juin 2004                      | Président du Conseil d'État en 1997                                                                                        |
| 87   | Claude Grandjean          |       | PS                   | 8 décembre 1996                 | 31 décembre 2006                  | Président du Conseil d'État en 2001 et 2006                                                                                |
| 88   | Pascal Corminboeuf        |       | Indépendant          | 8 décembre 1996                 | 31 décembre 2011                  | Président du Conseil d'État en 2002 et 2008                                                                                |
| 89   | Claude Lässer             |       | PRD                  | 8 décembre 1996                 | 31 décembre 2011                  | Président du Conseil d'État en 2003 et 2009                                                                                |
| 90   | Isabelle Chassot          |       | PDC                  | 20 novembre 2001                | 31 octobre 2013                   | Présidente du Conseil d'État en 2007                                                                                       |
| 91   | Beat Vonlanthen           |       | PDC                  | 25 mai 2004                     | 31 décembre 2016                  | Président du Conseil d'État en 2010 et 2014                                                                                |
| 92   | Erwin Jutzet              |       | PS                   | 26 novembre 2006                | 31 décembre 2016                  | Président du Conseil d'État en 2011 et 2015                                                                                |
| 93   | Georges Godel             |       | PDC                  | 26 novembre 2006                | 31 décembre 2021                  | Président du Conseil d'État en 2012 et 2018                                                                                |
| 94   | Anne-Claude Demierre      |       | PS                   | 26 novembre 2006                | 31 décembre 2021                  | Présidente du Conseil d'État en 2013 et 2020                                                                               |
| 95   | Marie Garnier             |       | Verts                | 22 décembre 2011                | 30 avril 2018                     | Présidente du Conseil d'État en 2016                                                                                       |
| 96   | Maurice Ropraz            |       | PLR                  | 22 décembre 2011                | 31 décembre 2021                  | Président du Conseil d'État en 2017                                                                                        |
| 97   | Jean-Pierre Siggen        |       | PDC                  | 1er novembre 2013               |                                   | Président du Conseil d'État en 2019                                                                                        |
| 98   | Olivier Curty             |       | PDC                  | 15 décembre 2016                |                                   | Président du Conseil d'État en 2022                                                                                        |
| 99   | Jean-François Steiert     |       | PS                   | 15 décembre 2016                |                                   | Président du Conseil d'État en 2021                                                                                        |
| 100  | Didier Castella           |       | PLR                  | 30 avril 2018                   |                                   | |
| 101  | Sylvie Bonvin-Sansonnens  |       | Verts                | 28 novembre 2021                |                                   | |
| 102  | Romain Collaud            |       | PLR                  | 28 novembre 2021                |                                   | |
| 103  | Philippe Demierre         |       | UDC                  | 28 novembre 2021                |                                   | |